# Patró estat
El patró estat, que està molt lligat al patró d'estratègia, és un patró de disseny de comportament. S'utilitza en programació quan es vol encapsular el comportament d'un objecte segons l'estat intern del mateix objecte. Aquesta és possiblement la manera més neta de canviar el comportament d'un objecte en temps d'execució sense recórrer a declaracions condicionals monolítiques important i així millorar el manteniment.

## Estructura

Estat en UML

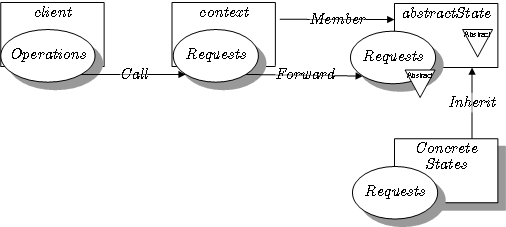
Estat en LePUS3

## Exemple

### Java
L'interfície Estat i dues implementacions. El mètode de l'estat té una referència a l'objecte de context i és capaç de canviar el seu estat.
```
interface
 
Statelike
 
{

 
void
 
writeName
(
StateContext
 
context
,
 
String
 
nom
);

}

class
 
StateLowerCase
 
implements
 
Statelike
 
{

 
@Override

 
public
 
void
 
writeName
(
final
 
StateContext
 
context
,
 
final
 
String
 
nom
)
 
{

 
System
.
out
.
println
(
nom
.
toLowerCase
());

 
context
.
setState
(
new
 
StateMultipleUpperCase
());

 
}

}

class
 
StateMultipleUpperCase
 
implements
 
Statelike
 
{

 
/** Contador local del seu estat */

 
private
 
int
 
count
 
=
 
0
;

 
@Override

 
public
 
void
 
writeName
(
final
 
StateContext
 
context
,
 
final
 
String
 
nom
)
 
{

 
System
.
out
.
println
(
nom
.
toUpperCase
());

 
/* Canvia el seu estat després que s'invoqui writeName() de la classe StateMultipleUpperCase dues vegades */

 
if
(
++
count
 
>
 
1
)
 
{

 
context
.
setState
(
new
 
StateLowerCase
());

 
}

 
}

}

```

La classe de context té una variable estat que el instancia el seu estat inicial, en aquest cas StateLowerCase. En el seu mètode, utilitza els mètodes corresponents de l'estat de l'objecte.
```
class
 
StateContext
 
{

 
private
 
Statelike
 
myState
;

 
StateContext
()
 
{

 
setState
(
new
 
StateLowerCase
());

 
}

 
/**

 * Mètode Setter de l'estat.

 * Normalment només es invocada per classes que implementen la interfície Estat.

 * @param newState el nou estat del context

 */

 
void
 
setState
(
final
 
Statelike
 
newState
)
 
{

 
myState
 
=
 
newState
;

 
}

 
public
 
void
 
writeName
(
final
 
String
 
nom
)
 
{

 
myState
.
writeName
(
this
,
 
nom
);

 
}

}

```

El codi de sota és la demostració d'ús:
```
public
 
class
 
DemoOfClientState
 
{

 
public
 
static
 
void
 
main
(
String
[]
 
args
)
 
{

 
final
 
StateContext
 
sc
 
=
 
new
 
StateContext
();

 
sc
.
writeName
(
"Dilluns"
);

 
sc
.
writeName
(
"Dimarts"
);

 
sc
.
writeName
(
"Dimecres"
);

 
sc
.
writeName
(
"Dijous"
);

 
sc
.
writeName
(
"Divendres"
);

 
sc
.
writeName
(
"Dissabte"
);

 
sc
.
writeName
(
"Diumenge"
);

 
}

}

```

Si s'ha seguit el codi superior, la sortida del main() de la classe públicaDemoOfClientState hauria de ser:
```
Dilluns
DIMARTS
DIMECRES
Dijous
DIVENDRES
DISSABTE
Diumenge
```